# Битинское
Битинское — озеро на юго-востоке Лядской волости у пересечения её границы с Плюсской волостью Плюсского района и Стругокрасненским районом Псковской области.
Площадь — 1,0 км² (104,0 га). Максимальная глубина — 8,0 м, средняя глубина — 3,0 м.
Слабопроточное. Относится к бассейну реки Корытня, притока Чёрной, впадающей в Плюссу. На болоте, дорог нет. К северу от озера расположено болото Битинский Мох.
Тип озера окуневый. Массовые виды рыб: окунь, вьюн.
Для озера характерно: сплавины, илисто-торфяное дно, карчи.
Близлежащими населёнными пунктами являются: деревни Заборовка (в 3 км к западу от озера) и, из крупных, Новоселье (в 6 км к западу-западу от озера) Лядской волости, а также деревни Волково (в 5 км к востоку от озера) и, из крупных, Должицы (в 12 км к востоку от озера) Плюсской волости.
По данным государственного водного реестра России озеро относится к Балтийскому бассейновому округу, водохозяйственный участок — Нарва, речной подбассейн отсутствует. Относится к речному бассейну реки Нарва (российская часть бассейна). Площадь озера в водном реестре определена как 1,0 км², площадь водосборного бассейна 10,2 км².
Код объекта в государственном водном реестре — 01030000411102000025097.

## Исторические сведения
У Битинского озера расположена группа древнерусских курганов, которая свидетельствует о заселении этой территории уже во второй половине I тысячелетия н. э.
В писцовой книге 1498/99 года есть описания двух деревень в Лосицком погосте, стоявших, вероятно, у этого озера — Битино и Битино Большое. Само озеро упоминается впервые в писцовой книге 1550/51 года в поместье Дмитрия Волохова: «А угодья в тех деревнях озеро Битино, а рыба в нём всякая белая». В писцовой книге 1571 года озеро описывается в следующем контексте.

«Захарья Иванова сына Волохова.

[…]

Дер. Битино у озера у Битина, Лог, по старому писму пол-2 обжи, а двора 2: дв. Ортюшка Иванов, а пашет пол-обжи, а обжа пуста, засеву в поле {было} по 5 четвертей, а в дву по тому-ж; а угодей у той деревни озеро Битино, а рыба в озере щука да плотица, а сена на обжу 10 копен; да к той же деревне отхожей остров Кукоево.

Дер. Битино-ж Горка вопче со князем Иваном с Кулушевым, мне полторы обжи, а на моей на Захарьеве на полуторы обжах 3 двора: дв.жилец Микитка Горб, дв. Гаврилка Рышков, дв. Васко Рышков, а пашут пол-обжи, а обжа пуста, пашни на обжу 10 четвертей в поле, а в дву по тому-ж, а угодье у той Горки то-ж озеро Битино, а сена у тое-ж Горке отхожие пожни на реке на Корытне ставитца 20 копен.

[…]

За князем Иваном да за князем Васильем за княж Михайловыми детми Нарымова.

[…]

Дер.на Битине вопче з Захарьем Волоховым, по старому писму пол-обжи, на озере на Битине: дв. Степанко Федоров, засеву в одном поле полторы четверти, в дву полех по тому-ж, отхожая пашня есть-ж, сена закосу 2 копны.»— [РГАДА, Ф.137, Оп.1, Новгород, №8, лл. 116, 117об, 118, 122-123]; опубликовано: «Новгородские писцовые книги, изданные императорской Археографической комиссией», т. 5, СПб, 1905 г., ред. С. К. Богоявленский. Текст приведён по редакции данного издания.
После эти деревни опустели, и долгое время возле озера никаких селений не было. Во второй половине XIX — начале XX века в бассейн реки Плюссы переселялись эстонские семьи. Возле Битинского озера эстонцами также было основано несколько хуторов, которые были объединены в селение под названием Битино. В феврале 1931 года Битино стало центром Битинского национального эстонского сельского совета, который был ликвидирован, «как искусственно созданный» указом Президиума Верховного Совета РСФСР от 22 февраля 1939 года. В 1937 году в состав селения Битино входило 60 домов.